# ルサルカは還らない
『ルサルカは還らない』（ルサルカはかえらない）は、御厨さと美による日本の漫画作品。『MANGAオールマン』（集英社）において、1996年から1998年まで掲載され、SCオールマンより全5巻が刊行された。
ソビエト連邦の崩壊後の国際情勢を、SF的装置を取り入れて描いたスパイアクション。長いブランクの後に発表された作品である。IMF体制の内幕を暴露するなど現実の国際政治に対する分析は詳細であり、日本の外交・安全保障などについての著者の主張が強く打ち出される面もある。しかし、作中人物が、「核がなければ中国軍は北朝鮮軍以下の田舎者集団」と、作品発表当時すでに活発化し始めた中国人民解放軍の増強傾向を無視した発言をする等現在から見るとかなり時代錯誤的観点も見受けられ(ただし、例示されている右台詞は、作中の北朝鮮軍将校による発言であり、必ずしも作者の見解と一致しているとは限らないことは留意すべきである)、最終的にはヒーローたちが権力者の国際謀略に挑むという冒険活劇になっている。
作者が発表の14年前に構想を得た時には、ソ連の崩壊と周辺国への影響を描いた小説として執筆される予定だったが、その後の世界情勢とともに内容の変更を余儀なくされ、まず劇画での発表となった(第1巻あとがき)。国際政治の裏側側面に触れすぎたことによる集英社側の配慮か小説化の予定は実現せず、また御厨さと美もこの作品後は大阪の不動産業界で働く女性を主人公にしたなんぼやねんを執筆したのみで、現在活動は停止、再び長いブランク状態に戻っている。

## あらすじ
日本国内で駐留米軍に反対するデモが繰り返され、日米対立も考慮される情勢下で、米大統領はアジアでの情報収集の為に直属の秘密情報部隊「チーム・アイス」をスタートさせた。麻薬捜査官タカシ・カシイはチーム・アイス第7班に抜擢され、東京で集まった仲間たちとロシア・北朝鮮国境地帯に潜入するが、実はそこにこそチーム・アイスの本当の目的があった。カシイ・諏訪・ヘラン・トミタの4人は、ロシアの反体制秘密組織の中心であるイオシフ少将・その参謀スミノフと面会し、CIAの最高度機密である究極のマインドコントロール薬「イトーフィン」のサンプルを渡される。さらに、気象コントロール衛星ルサルカにより温暖化させたシベリアを基盤に、新国家を建設する計画を聞かされる。その計画は、世界的な異常気象と政治混迷を引き起こすものであった。イオシフはアメリカの秘密をネタに、世界再編プランへの協力を要求してきたのだ。異常気象は既に世界各地で起き始めていた。
東京に戻ったカシイ達は任務を解かれ、一切の口外を禁止された。やがて第7班のメンバーが次々と暗殺される。チーム・アイスを支援してきた日本の秘密諜報機関「ツクスマ」も何者かから攻撃を受ける。「ツクスマ」は、カシイ・ジェニファ・ヘランらチーム・アイスの残党を加えて新部隊を編成する。ロシアに再潜入したカシイ達は、伝説の女スナイパーであるレッド・フレアを仲間に加え、ルサルカ計画に立ち向かってゆく。
40年前のソ連でアンドロポフ元帥は、氷河期の到来からソ連を救う為にルサルカを開発した。ルサルカとは、広大な翼を持つ発電衛星とマイクロ波に変換されたエネルギーを地球に照射する照射衛星ネグリンカとの2個1組のシステムであり、使い方によっては核兵器を超えた究極の兵器とも成り得る物である。精密に制御されたマイクロ波の照射により、コンピュータや電子機器は無効化され、任意の一帯を焼き払う事も出来る。
ルサルカ計画を引き継いだイオシフは「第七教団派」と手を結び、巨大な資金と兵力を得てルサルカ計画を始動させる。第七教団派は狂信的な白人至上主義者たちの集団であり、CIAを始め多くの米政府機関に深く浸透していた。イオシフはイトーフィンを大量生産して、中国の曹将軍・北朝鮮の孫中将と結び、アジアに政変をもたらそうとする。やがて曹将軍の死をきっかけに中国で大規模な内乱が起こり、戦乱は周辺国に拡大してゆく。イオシフらは中国領深くまで伸びるナホトカの地下軍用道路から侵攻して、長春の中国軍核ミサイル基地を奪取しようとする。さらに別働隊数万人を北朝鮮の平壌へ侵攻させ、呼応した朝鮮人民軍がペク書記に中国侵攻を迫るという計画だった。
「第二次朝鮮動乱」が始まり、新国家「ノービィミール（新世界）ロシア連邦」の樹立が宣言された。ワシントンでは大統領が第七教団派に屈し、人事は一新され、ノービィミールの承認・中国分断計画の発動へと進んでゆく。北朝鮮でも軍部が指導権を握りイオシフと手を組み、戦禍は日本にまで及ぼうとしていた。その一方で、激しい戦いの末に地下軍用道路の爆破に成功したカシイ達は、中国領のルサルカ管制センターでスミノフを倒し、戦乱の続く平壌に潜入していた。
北朝鮮から日本へ60万人の難民が漂着し、日本政府の対応は混乱する。自衛隊は安保条約に基づいて米軍の指揮下に入ったが、首相はアメリカとの同盟関係の解消を決意する。その一方でCIAは、強力な陸軍情報部隊500MIを動かして「ツクスマ」とチーム・アイスの抹殺を図る。カシイ達は、殺されようとしていたペク書記を奪取し、証言者として同行しようとする。500MIの追撃を辛くも切り抜けたカシイ達は、日本を経由してワシントンへ向かう。ワシントンでは、元国務長官・元FBI長官らが、ペク書記受け入れの準備を進めていた。そしてルサルカ計画は阻止され世界は平和に戻り、チーム・アイスの面々は新たな未来に向けて歩み始めた。

## 登場人物

### 主人公周辺
タカシ・カシイ
本作の主人公。日系3世。麻薬取締局（DEA）の捜査官で、局内一の殺し屋。チーム・アイス第7班。恋人が麻薬で身を滅ぼしたという過去を持ち、麻薬密売人を殺す事を生きる目的としている。
ジェニファ・ワイオミング
麻薬取締局の化学分析官。チーム・アイス第7班。オハイオ州生まれ。
ヘラン・ヤン
FBI対テロ特別対策部所属。チーム・アイス第7班。韓国生まれで、テコンドーの使い手。大韓航空機撃墜事件で家族を失い、ロシア人への復讐の為に生きてきた。
ロバート・トミタ
CIA出身。チーム・アイス第7班。
ディビット・オブレンスキー
チーム・アイス全体の指揮官。コードネームはマックス。合衆国国務長官付き特別警護官。
シリア・バッチェルダー
通称レッド・フレア。IRAの伝説のスナイパー。公的記録では作中の6年前に死亡したとされている。CIAに操られ、ソン中将の護衛となり曹将軍を狙う。やがてチーム・アイスと行動を共にする。
諏訪輝延（すわ てるのぶ）
陸上自衛隊の三等陸佐。陸自屈指の戦闘スキルを持つが、実戦経験はなかった。「ツクスマ」とチーム・アイスの連絡将校として作戦に参加する。

### 日本
平野（ひらの）
元公安調査庁長官。「ツクスマ」の代表者。
岡留（おかどめ）
陸上自衛隊の幕僚長。諏訪に特殊任務を命じた。後に防衛情報本部長～内閣安全保障室長（防衛室長）。
南原洋平（なんばら ようへい）
T大教授。地震予知技術協議会理事。「ツクスマ」科学情報部の顧問。
鳥井元（とりい はじめ）
防衛庁長官。
大泉敬一郎（おおいずみ けいいちろう）
日本国首相。

### ワシントン
デビット・コクラン
アメリカ合衆国大統領。
ジョージ・ブーン
国務省長官。大統領の腹心。党のリベラル派筆頭。
ロバート・ヒューバート
麻薬取締局局長。ブーン長官の意を受け「ツクスマ」との連絡に当たる。
スチュワート・クレイモア
FBI長官。
カーク・エブリン
国防長官。
ラス・タンブリン
CIA長官。CIAに否定的な大統領の失脚を画策する。
エルクマン
CIA副長官。第七教団派。
バーグ
CIAのアジア部長。第七教団派。

### ロシア
イオシフをリーダーとする反体制秘密組織には、ソ連のエリートを中心に多数の将校達が参加している。ロシアの新興企業グループ「ゴールヌイグループ」がその隠れ蓑であり、ロシアの新興犯罪組織「黄金の刀（ザラダーヤ・ノーシ）」はその裏の顔である。
ピョートル・オレコフ・イワノビッチ
通称イオシフ。空軍少将。「ルサルカ計画」の首謀者。祖父はソ連軍情報部を築いた大物。後にノービィミールの国防大臣になる。
スミノフ
イオシフの参謀。凄腕の元大物スパイ。実は第七教団派の信徒。
ウースロフ
ソ連海軍大将。表の顔は銀行の取締役。地下ではプリモルスキー独立党の大物幹部。後にノービィミールの国家主席になる。
ルドビク・チモシェンコ
中将。長春への侵攻軍の軍団長。
エフィム・フョードルビッチ・アファナシェフ
ソ連最後の書記長。アンドロポフ元帥の遺産を引き継いだ。外観及び経歴はミハイル・ゴルバチョフに類似する。

### 中国
曹（カオ）
中国人民解放軍の将軍。蘭州軍区副指令員。政治局員公安委員長。イオシフと結託しながら、武器の横流しで私腹を肥やしていた。
冬蘭（トンラン）、長華（チャンホワ）、秀美（シウメイ）、玉玲（ユイリン）、博蓮（ボウリェン）、名称不明
曹将軍の護衛兵。女子挺身保安隊の戦士たち。曹将軍に性奴隷的な扱いを受けていた。将軍を暗殺したレッド・フレアを付け狙う。
李王虎（リー ワンフー）
通称李大人。東北一帯の麻薬を取り仕切っている。冬蘭たちに協力する代わりに裸で映画を撮影させる怜悧な一面がある一方、兵隊を集めて助けに駆けつける義侠心をみせる。

### 北朝鮮
孫（ソン）
中将。北朝鮮北進派の代表。共和国人民武力部第12機械化軍団長。国家の現状を打破するために、イオシフと結託して中国侵攻を狙う。
趙容春（チャン ユンポン）
人民武力部の総参謀長。後に社会安全部長を兼務。
カン
北朝鮮国家安全保障部国境警備隊の少佐。ゴン大尉・諏訪らに北進派の計画を伝える。
白征英（ペク ジュンユン）
朝鮮労働党総書記。首領様。

### その他
相沢（あいざわ）
航空会社FASCOの女性パイロット。
マカエフ
虎ノ門に小さな喫茶店を経営している貿易商。元KGB日本支局員。「ツクスマ」の協力者。
ゴン大尉
韓国国家安全企画部の部員。諏訪と面識があった。
ブガロフ
ロシアの自動車密輸業者。中国の李大人と麻薬ルートでつながっている。

## 単行本
- 集英社SCオールマン。全5巻。
  - 第1巻 1996年12月刊行 ISBN 978-4088780467
  - 第2巻 1997年6月刊行 ISBN 978-4088780474
  - 第3巻 1997年11月刊行 ISBN 978-4088780481
  - 第4巻 1998年4月刊行 ISBN 978-4088782126
  - 第5巻 1998年8月刊行 ISBN 978-4088782263